# Двенадцатый корпус Потомакской армии
Двенадцатый корпус Потомакской армии — одно из боевых подразделений Армии Союза во время гражданской войны в США. Корпус был сформирован приказом военного департамента США от 13 марта 1862 года. Согласно приказу было создано пять корпусов, один из которых состоял из дивизий Альфеуса Уильямса и Джеймса Шилдса под общим командованием Натаниеля Бэнкса. Этот корпус был назван V-м. Эти дивизии действовали в долине Шенандоа. 26 июня президент велел превратить их во второй армейский корпус Вирджинской армии. 12 сентября был издан приказ № 129: корпус был переименован в 12-й, а его командиром стал Джозеф Мансфилд.
Корпус долгое время был невелик размерами, всего две дивизии вместо обычных трех. Однако, он состоял из весьма сильных подразделений. В его состав входили полки 2-й Массачусетский, 7-й Огайский, 5-й Коннектикутский, 13-й Нью-Джерсийский, 107-й Нью-Йоркский, 28-й Пенсильванский, 46-й Пенсильванский и 3-й Висконсинский, известные как ударные полки федеральной армии.

## Шенандоа и Энтитем
Корпус Бэнкса участвовал в кампании в долине Шенандоа. 23 марта дивизии Шилдса удалось нанести поражение Томасу Джексону (первое и единственное в его карьере) при Кернстауне, но в итоге Бэнксу пришлось отступить. Корпус в одиночку сражался с Джексоном у Кедровой Горы. В этом сражении дивизиями корпуса командовали Уильямс и Кристофер Огур, корпус потерял 302 человека убитыми, 1320 ранеными и 594 пропавшими без вести, всего 2216 из 6 000 начального состава. Бригада Сэмюэля Кроуфорда потеряла 867 человек из 1679. Во время Второго сражения при Булл-Ране корпус держали в резерве.
В Мерилендской кампании корпус участвовал уже как «XII корпус Потомакской армии» под командованием Джозефа Мансфилда. Дивизионная и бригадная организация корпуса была та же, что и при Кедровой Горе, только вместо Огура 2-й дивизией командовал Джордж Грин. Корпус был усилен пятью полками, из них три пенсильванских полка были набраны служащими по 90-дневному контракту. Теперь корпус насчитывал 12 300 человек и состоял из 22 полков пехоты и трех батарей легкой артиллерии. Он был самым маленьким корпусом в Потомакской армии. 13 сентября корпус встал лагерем на южной окраине города Фредерик, и один из рядовых дивизии Альфеуса Уильямса обнаружил потерянный южанами «Специальный приказ 191».
В сражении у Южной Горы корпус задействован не был. В сражении при Энтитеме корпус был задействован рано утром и занял позицию у Данкер-Черч. Здесь был смертельно ранен генерал Мансфилд и командование перешло к генералу Уильямсу. Дивизии корпуса потеряли в этом сражении 275 человек убитыми, 1386 ранеными и 85 пропавшими без вести, всего 1 746 из 8 000 человек, задействованных в бою.
После сражения, 20 октября, командиром корпуса был назначен Генри Слокам, один из дивизионных командиров VI корпуса, который хорошо проявил себя во время кампании на полуострове и при Южной Горе. Осень 1862 года корпус провел около Харперс-Ферри, затем был направлен под Фредериксберг, но не успел принять участие в сражении при Фредериксберге. После этого он был отведен на зимние квартиры в Стаффорд-Кортхауз.

## Чанселорсвилл и Геттисберг
28 января 1863 года Бернсайд был отстранен от командования Потомакской армией и правительство назначило на эту должность Джозефа Хукера. Той же весной корпуса и дивизии Потомакской армии получили знаки различия, и XII корпус получил символику на основе звезды. В итоге первая и вторая дивизия получили прозвища: «Дивизия Красной звезды» и «Дивизия белой Звезды».
| Дивизионные знаки различия XII-го корпуса |
| ----------------------------------------- |
| - 1 дивизия - 2 дивизия - 3 дивизия       |

Во время геттисбергской кампании корпус имел следующий вид:
- Дивизия Альфеуса Уильямса
  - Бригада Арчибальда Макдугала
  - Бригада Томаса Ружера
- Дивизия Джона Гири
  - Бригада Чарльза Кенди
  - Бригада Джорджа Кобхама, 3 пенсильванских полка
  - Бригада Джорджа Грина

## Командиры
- Альфеус Уильямс: 12 сентября 1862 — 15 сентября 1862
- Джозеф Мансфлд: 15 сентября 1862 — 17 сентября 1862
- Альфеус Уильямс: 17 сентября 1862 — 20 октября 1862
- Генри Слокам: 20 октября 1862 — 1 июля 1863
- Альфеус Уильямс: 1 июля 1863 — 4 июля 1863
- Генри Слокам: 4 июля 1863 — 31 августа 1863
- Альфеус Уильямс: 31 августа 1863 — 13 сентября 1963
- Генри Слокам: 3 сентября 1963 — 25 сентября 1863
- Генри Слокам: 25 сентября 1863 — 18 апреля 1864 (в составе Камберлендской армии)

После 18 апреля 1864 введен в XX корпус.